# Gustav Schuft
Gustav Schuft (* 16. Juni 1876 in Berlin; † 8. Februar 1948 in Cottbus) war ein deutscher Turner. Er nahm als Mitglied der deutschen Turnriege an den ersten Olympischen Sommerspielen der Neuzeit (1896) in Athen teil.

## Medaillen
- Riegenturnen, Barren: 1. Platz
- Riegenturnen, Reck: 1. Platz

## Barren-Mannschaft Deutschland
1896 war er in einer Barrenmannschaft mit Fritz Hofmann (Mannschaftsführer), Conrad Böcker, Alfred Flatow, Gustav Felix Flatow, Georg Hilmar, Fritz Manteuffel, Karl Neukirch, Richard Röstel, Carl Schuhmann und Hermann Weingärtner.